# Virtuosity
Virtuosity és una film americà de Brett Leonard, estrenada l'any 1995. Ha estat doblada al català.

## Argument
El tinent de policia Parker Barnes ha fracassat en salvar la seva dona i la seva filla de les urpes de Matthew Grimes, un terrorista que havia posat un parany explosiu a l'entrada de la cel·la on estava detingut. Barnes ha abatut Grimes, però ha mort igualment nombroses altres persones al curs de l'operació, entre els quals periodistes, i va ser condemnat a una pesada pena de presó.
Però el govern el crida per provar un nou sistema d'entrenament de la policia, un sistema de realitat virtual en el qual ha de detenir un personatge anomenat SID (Sàdic, Intel·ligent, Perillós) havent heretat de la personalitat de múltiples terroristes i assassins en sèrie, com Matthew Grimes. Però aviat, el programador utilitza el xip que conté el programa SID en un organisme sintètic nanotecnològic: SID passa llavors al món real…

## Repartiment
- Denzel Washington: Parker Barnes
- Kelly Lynch: Madison Carter
- Russell Crowe: SID 6.7
- Stephen Spinella: Lindenmeyer
- William Forsythe: William Cochran
- Louise Fletcher: Elizabeth Deane
- William Fichtner: Wallace
- Costas Mandylor: John Donovan
- Kevin J. O'Connor: Clyde Reilly
- Kaley Cuoco: Karin
- Christopher Murray: Matthew Grimes, el terrorista
- Heidi Schanz: Sheila 3.2, la dona virtual
- Traci Lords: La cantant del Media Zona
- Gordon Jennison Noice: Big Red
- Mari Morrow: Linda Barnes, l'esposa de Parker
- Miracle Vincent: Christine Barnes, la filla de Parker
- Karen Annarino: La periodista de la cadena IS
- Miguel Nájera: Rafael Debaca
- Danny Goldring: John Symes
- Randall Fontana: Ed
- Allen Scotti: El cirurgià
- Alanna Ubach: Eila

## Rebuda
- Premis 1995: Festival de Sitges: Secció oficial llargmetratges a concurs
- Crítica
  - "Thriller amb efectes especials, persecucions i acció real-virtual per a una usual intriga dirigida amb ofici però sense imaginació"[3]
  - "Va poder ser com "Matrix", però Leonard no va saber solucionar les manques del guió"[4]